# Dirk Gentlys holistiska detektivbyrå (TV-serie)
Dirk Gentlys holistiska detektivbyrå är en komisk science fiction TV-serie skapad av Max Landis. Serien är inspirerade av romanserien Dirk Gentlys holistiska detektivbyrå av Douglas Adams. Serien är samproducerad och distribuerad av BBC America och Netflix, tillsammans med AMC Studios, Ideate Media och IDW Entertainment. Filmningen ägde främst rum i Vancouver, British Columbia.
Den "holistiska detektiven" Dirk Gently spelas av Samuel Barnett och Elijah Wood spelar hans motvilliga assistent Todd. Andra huvudroller inkluderar Hannah Marks som Todds syster Amanda, Jade Eshete som säkerhetsofficer Farah, Fiona Dourif som "holistiska lönnmördaren" Bart och Mpho Koaho som datatekniker Ken. Den första säsongen utspelar sig i Seattle, Washington och den andra säsongen utspelar sig i den fiktiva staden Bergsberg, Montana.

## Synopsis
Serien följer den excentriske detektiven Dirk Gently (Samuel Barnett)  som undersöker extremt udda fall. Under den första säsongen blir han vän med Todd Brotzman (Elijah Wood) och Farah Black (Jade Eshete) som hjälper honom med hans fall. Dirks förflutna är kopplat till "Project Blackwing", ett hemligt CIA projekt om personer med konstiga förmågor. Dirk följs av agenter från Blackwing som försöker återta honom och även av Bart Curlish (Fiona Dourif) som tror sig vara  avsedd att döda Dirk.

## Rollista i urval
- Samuel Barnett - Dirk Gently
- Elijah Wood - Todd Brotzman
- Hannah Marks - Amanda Brotzman
- Jade Eshete - Farah Black
- Fiona Dourif - Bart Curlish
- Mpho Koaho - Ken Adams
- Dustin Milligan - Sgt. Hugo Friedkin (Blackwing)
- Osric Chau - Vogel (Rowdy 3)
- Michael Eklund - Martin (Rowdy 3)
- Zak Santiago - Cross (Rowdy 3)
- Viv Leacock - Gripps (Rowdy 3)